# Россонское гетто
Россо́нское гетто — еврейское гетто, место принудительного переселения евреев посёлка Россоны и близлежащих населённых пунктов в процессе преследования и уничтожения евреев во время оккупации территории Белоруссии войсками нацистской Германии в период Второй мировой войны. Существовало с сентября 1941 года по 10 января 1942 года.

## Оккупация Россон
Местечко было захвачено подразделениями вермахта 15 июля 1941 года, и оккупация продлилась 3 года — до 12 июля 1944 года. Территория Россон вошла в военную зону оккупации, отнесенную к штабу тыла группы армий «Центр».

## Создание гетто
Реализуя нацистскую программу уничтожения евреев, немцы создавали гетто почти во всех городах и населённых пунктах Беларуси, где проживало еврейское население. Так и в Россонах оккупанты предположительно в сентябре-октябре 1941 года по приказу местного коменданта Отто Ленца согнали евреев в гетто, находившееся на улице Советской (современное название). Гетто разместили в здании комбината бытового обслуживания (КБО), в швейных мастерских.
Сюда также пригнали и евреев из близлежащих деревень и местечек (большинство из Освейского и Дриссенского районов): Альбрехтово, Горбачево, Заборья, Клястиц, Юхович (в Юховичах с 1939 года проживало 33 еврея). Находились здесь также евреи из Латвии и евреи-беженцы из Польши.
Нацисты скрывали свои планы по осуществлению программы уничтожения евреев. Тем, кого переселяли из населенных пунктов Россонского района, гитлеровцы объявили, что будут отправлять их в Палестину. При этом евреи должны были взять с собой все ценности и лучшие вещи, которые потом у них изъяли.

## Условия в гетто
Узников разместили в гетто везде, где только можно: в домах, сараях, под открытым небом на улице. Евреи, лишенные всех прав, принуждались под страхом смерти носить повязки с шестиконечной звездой жёлтого цвета. Гетто охраняли немецкие солдаты и белорусские полицаи.
Вначале гетто не было огорожено, но примерно к декабрю 1941 года его территорию оцепили колючей проволокой. «В лагере был установлен каторжный режим: пищи не давали, вечерами пьяные немцы врывались в лагерь „гетто“, глумились над заключенными, избивали и истязали». Узников, не получавших еды, вначале выпускали из гетто — они расходились по домам местных жителей и просили продукты питания.
Начиная с декабря 1941 года, из гетто евреев не выпускали. «У ворот лагеря была написана афиша, что кто только посмеет выйти за лагерь, за проволоку на месте будет расстрелян». Наиболее слабые из узников — старики и дети не выдерживали существования в таких условиях и умирали. Их тела лежали прямо в помещениях, где жили евреи. «В таком состоянии они находились до января 1942 года. Численность евреев доходила до 488 человек».

## Уничтожение гетто
Историю Россонского гетто можно условно разделить на два периода. Первый, более «мягкий» — «открытое гетто» — длился с конца сентября до декабря 1941 года. Второй, «жесткий», — «закрытое гетто» — с декабря 1941 года до дня ликвидации.
В 1941-42 годах евреев из гетто расстреливали на восточной окраине местечка в районе улицы Короткевича.
Предположительно 10 января 1942 года евреев вывели из гетто и колонной, растянувшейся метров на сто, погнали по Себежскому переулку (сейчас улица Школьная) на северную окраину Россон в сторону леса и убили приблизительно в 150 метрах от того места, где стоит памятник погибшим: «Под усиленным конвоем немцев и местной полиции весь лагерь в количестве 488 человек был вывезен за местечко Россоны и близ полотна железной дороги все заключенные расстреляны из винтовок и пулеметов. Перед этим по приказанию коменданта Отто Ленц немцы над евреями всячески издевались: связывали руки одного человека с другим и в таком виде вели на расстрел. Перед расстрелом заставляли снимать одежду и обувь, которую забирали себе».
Убитые были свалены в песчаном карьере и не были засыпаны. Только в апреле 1942 года комендант Ленц позволил закопать разложившиеся тела в трех ямах.
После казни оккупанты оставили в живых около двадцати евреев-специалистов, которых примерно через два месяца тоже расстреляли. Только в апреле 1942 года местный комендант Ленц распорядился захоронить в трёх ямах тела погибших узников Россонского гетто.
Всего в Россонском гетто были замучены и убиты 488 евреев.
Среди убитых — 8 еврейских семей из Польши (из Варшавы и Пултуска), нашедших убежище в Юховичах (Клястицкий сельсовет) после 1938 года — всего 33 человека.

## Побеги и случаи спасения
Евреи могли уйти из гетто, однако они не решались оставить свои семьи. Оккупанты за побег кого-либо казнили не только членов семьи — уничтожались все евреи, проживавшие в доме беглеца. Только одиночки пытались бежать. Шестидесятилетний Евсей Абрамович Мейксан из Горбачева выбрался из гетто, однако его задержали коллаборационисты и расстреляли. Абрам Хитров из Юховичей в январе 1942 года накануне расстрела, ночью, ушел из гетто (прополз под ограждением). Он прятался в бане довоенных соседей, но они тут же сообщили оккупантам о нём, после чего Абрама расстреляли.
Из расстрельной ямы выбрались и пошли в сторону деревни Дворище человек пять, но кто-то их выдал и их расстреляли.
В. Э. Воротынская спасла свою подругу Веру Рабинович (по мужу Терехову) из Клястиц. Вера выбралась из гетто и пришла к ней, решив, что самый простой способ спасения — это сменить фамилию (она ещё оставалась на девичьей). Подруги отправились к бургомистру Василию Рагачу, который до войны работал учителем и знал их. Он выдал справку на фамилию супруга, что позволило Вере уйти в деревню Прохорово к родителям мужа.
Некоторые узники пытались спастись, укрываясь в убежище. Вблизи деревни Поповка (ныне Озерное) на острове скрывалась еврейская семья. Кто-то донес на них оккупантам, и их расстреляли. Еврей Новик из деревни Заборье прятался в землянке в Чёрном бору, но и его выдали.

## Память
На месте расстрела (Себежский переулок) в 1962 году была установлена мемориальная доска, а в 1974 году — памятник со стандартной для тех лет надписью без упоминания слова «еврей»: «Здесь захоронены 488 человек — жертв фашизма, расстрелянных в феврале 1942 года». Дата на стеле указана неточно — расстрел был 10 января 1942 года.
В послевоенные годы многое для сохранения памяти о погибших земляках сделал Роман Наумович Смоткин. Он переписывался со свидетелями и составил списки погибших 10 января 1942 года — более 130 человек, опубликованные затем в книге «Памяць. Расонскi раён».
В 1965 году установлен обелиск на братской могиле военнопленных и евреев, убитых в 1941-42 годах на восточной окраине поселка на улице Короткевича.